# Avro 523 Pike
Avro 523 Pike (đây là máy bay đầu tiên của Avro có tên gọi riêng) là một loại máy bay chiến đấu đa năng của Anh trong Chiến tranh thế giới I.

## Tính năng kỹ chiến thuật (523)
Dữ liệu lấy từ Avro Aircraft since 1908 
Đặc điểm tổng quát
- Kíp lái: 3
- Chiều dài: 39 ft 1 in (11.92 m)
- Sải cánh: 60 ft  in (18.30 m)
- Chiều cao: 11 ft 8 in (3.56 m)
- Diện tích cánh: 815 ft2 (75.7 m2)
- Trọng lượng rỗng: 4.000 lb (1.814 kg)
- Trọng lượng có tải: 6.064 lb (2.756 kg)
- Động cơ: 2 × Sunbeam Nubian, 160 hp (121 kW) mỗi chiếc mỗi chiếc

Hiệu suất bay
- Vận tốc cực đại: 97 mph (156 km/h)
- Thời gian bay: 7 giờ
- Vận tốc lên cao: 526 [a] ft/min (2.67 m/s)

Vũ khí trang bị
- 2 × Súng máy Lewis .303 in (7,7 mm)
- 2 × bom 112 lb (51 kg)[2]